# C/2013 US10
C/2013 US10 (Catalina) es un cometa proveniente de la nube de Oort descubierto el 31 de octubre de 2013 por el Catalina Sky Survey a una magnitud aparente de 19 utilizando un Telescopio Schmidt-Cassegrain. En septiembre de 2015 el cometa tenía una magnitud aparente de 6.

## Información general
Cuando fue descubierto el 31 de octubre de 2013, se utilizaron observaciones de otro objeto del 12 de septiembre de 2013 para la determinación preliminar de su órbita. Como resultado de ello, se obtuvo una solución incorrecta que sugirió una período orbital de tan solo 6 años. Para el 6 de noviembre de 2013, un arco de observación más largo (del 14 de agosto al 4 de noviembre) hizo evidente que la primera solución se refería al objeto equivocado del 12 de septiembre.
A principios de mayo de 2015, magnitud aparente del cometa fue de alrededor de 12 y su elongación era de 60 grados del Sol mientras se desplazaba más por el hemisferio sur. El cometa llegó a conjunción solar el 6 de noviembre de 2015, cuando su magnitud fue de 6. El cometa llegó al perihelio (el punto más cercano al Sol) el 15 de noviembre de 2015 a una distancia de 0,82 UA del Sol. En el perihelio, tenía una velocidad de 46,4 km/s con respecto al Sol, que es ligeramente superior a la velocidad de escape del Sol a esa distancia. Cruzó el ecuador celeste en 17 de diciembre de 2015 pasando al hemisferio norte. El 17 de enero de 2016[actualizar] el cometa estará a 0,72 UA (108 millones de kilómetros) de la Tierra y se encontrará en la constelación de la Osa Mayor con una magnitud de 6.
C/2013 US10 es dinámicamente nuevo. Proviene de la nube de Oort, donde su órbita caótica fue fácilmente perturbada por mareas galácticas y el influjo gravitatorio de estrellas cercanas. Antes de entrar en la región planetaria (época 1950), C/2013 US10 tenía un período orbital de varios millones de años. Después de salir de la región planetaria (época 2050), se encontrará en una trayectoria de eyección.